# Gryka tatarka
Gryka tatarka (Fagopyrum tataricum (L.) Gaertn.) – gatunek rośliny z rodziny rdestowatych. Występuje w klimacie umiarkowanym. Pochodzi ze środkowej Azji. Mimo tradycji wiążącej pojawienie się obu gatunków uprawnych gryki w Europie z podbojami i najazdami Mongołów (stąd nazwa gatunku), gryki uprawiane były w Europie Środkowej najwyraźniej już w epoce brązu. Współcześnie gatunek traktowany jest raczej jako chwast upraw gryki zwyczajnej, choć rośnie też w uprawach zbóż, łubinu oraz częściej niż gryka zwyczajna także w miejscach ruderalnych. Tatarka uprawiana jest jako roślina spożywcza głównie w Tybecie, Mongolii i Chinach. 

## Morfologia

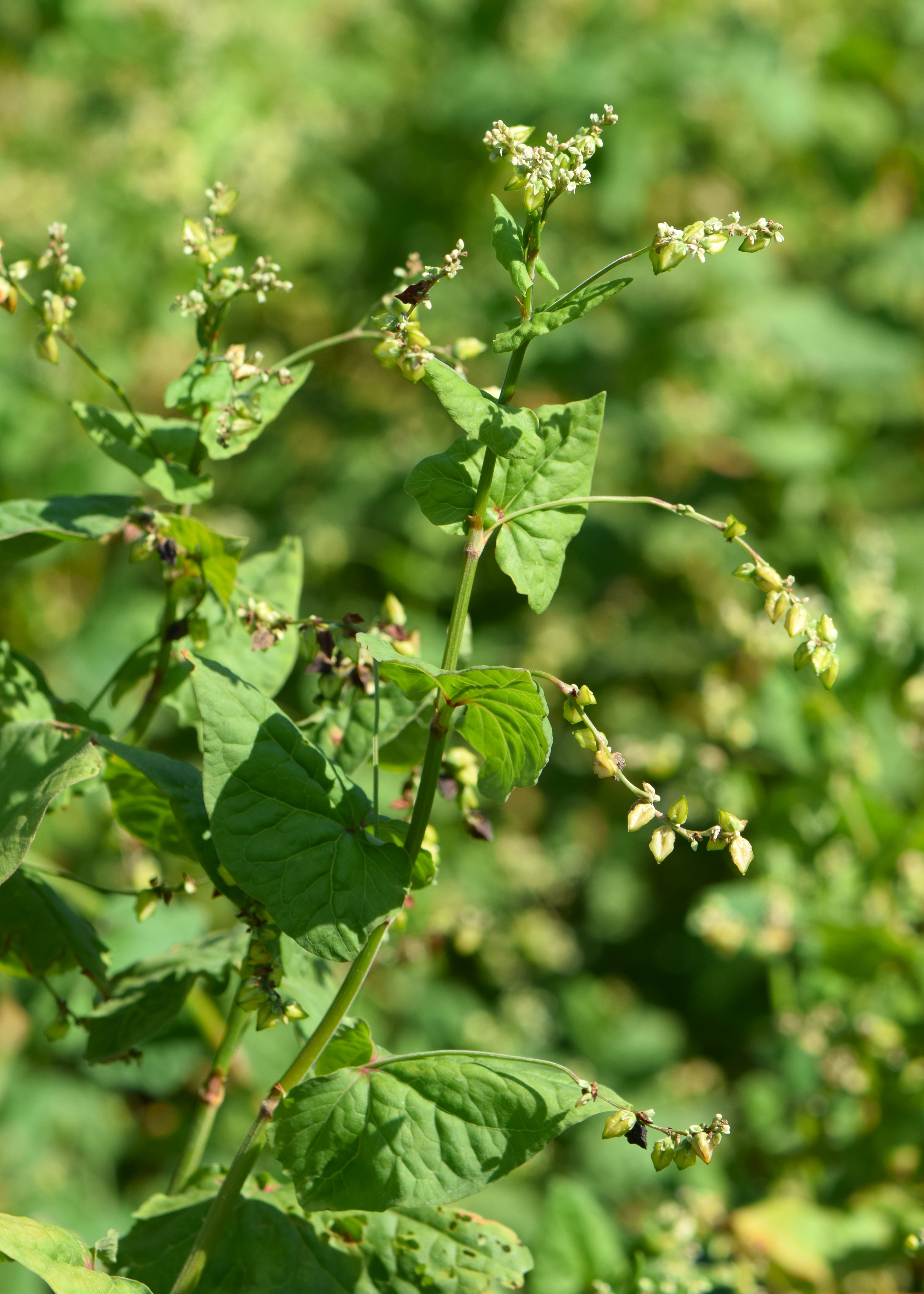
Pokrój

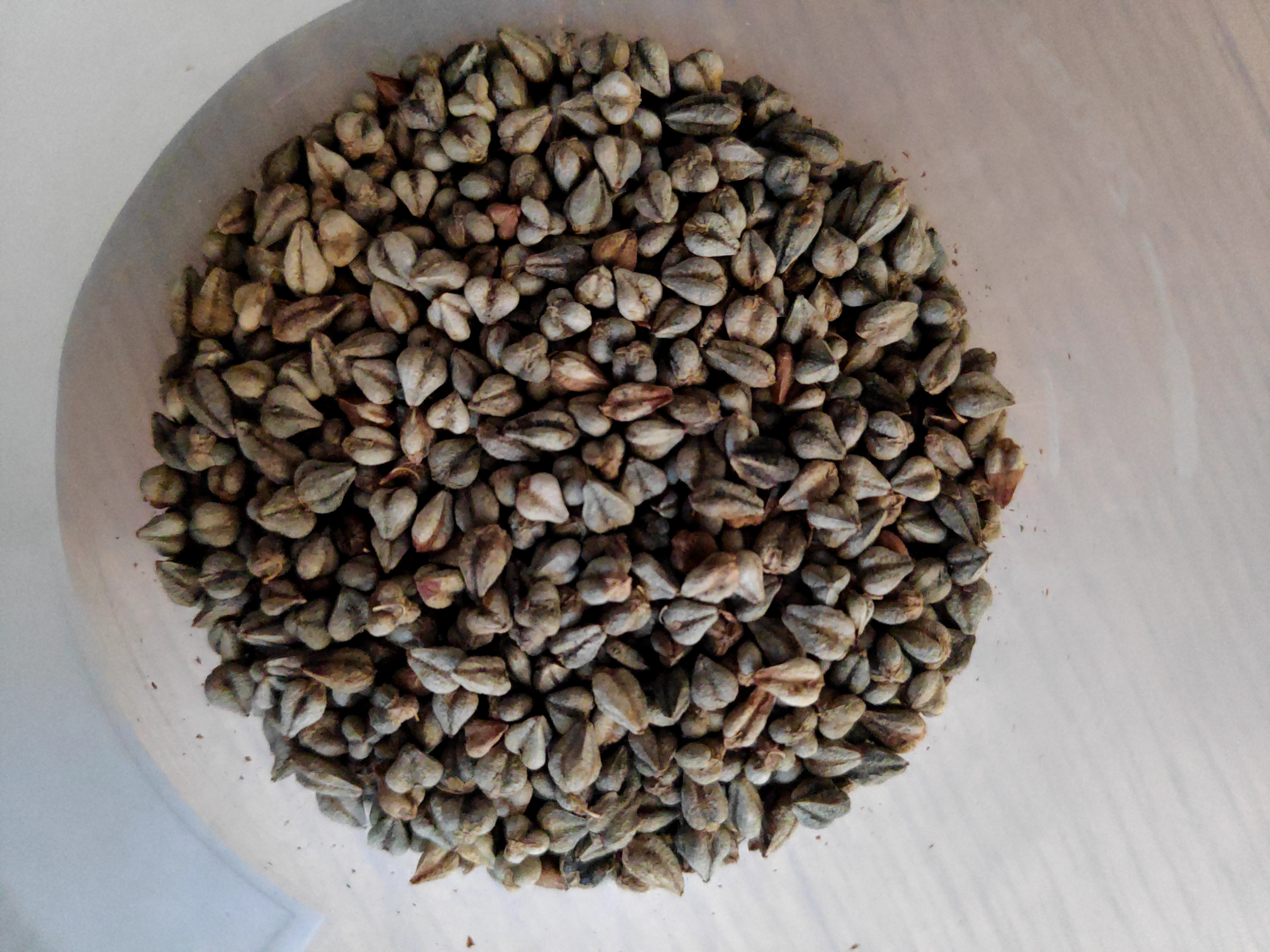
Owoce

ŁodygaZielona lub czasem czerwono nabiegła, naga, prosto wzniesiona, dość słabo rozgałęziona. Osiąga wysokość od 30 do 70 cm (maksymalnie 100 cm).
LiścieUłożone skrętolegle, o ogonkach niemal równych długością blaszce liściowej. Blaszki liściowe żywozielone, trójkątne, tak szerokie jak długie lub szersze (osiągają do 8 cm szerokości), ostro zakończone, o gładkich krawędziach. U nasady liścia znajduje się gatka brązowa, błoniasta o długości ok. 5 mm.
KwiatyZebrane w luźne wiechy złożone. Kwiaty wyrastają na szypułkach o długości 3–4 mm, członowanych w połowie. Okwiat w postaci pięciu eliptycznych listków barwy białej lub zielonkawej o długości do 1–2 mm.
OwocTrójkątnie-jajowaty, ciemnobrunatny i pozbawiony połysku orzeszek o długości 5–6 mm. Kanty ma lekko zaokrąglone, zwłaszcza u dołu, często nieco falisto powyginane, a powierzchnię guzkowatą.
Gatunek podobnyOd gryki zwyczajnej różni się wyraźnie krótszym okwiatem (zwyczajna ma okwiat od 3 do 4 mm długości), owocami o tępych krawędziach i guzowatej powierzchni, luźniejszymi i dłuższymi kwiatostanami, silniejszym wzrostem.

## Biologia i ekologia
Roślina jednoroczna. Kwitnie od maja do września, owocuje od czerwca do października. 

## Zastosowanie

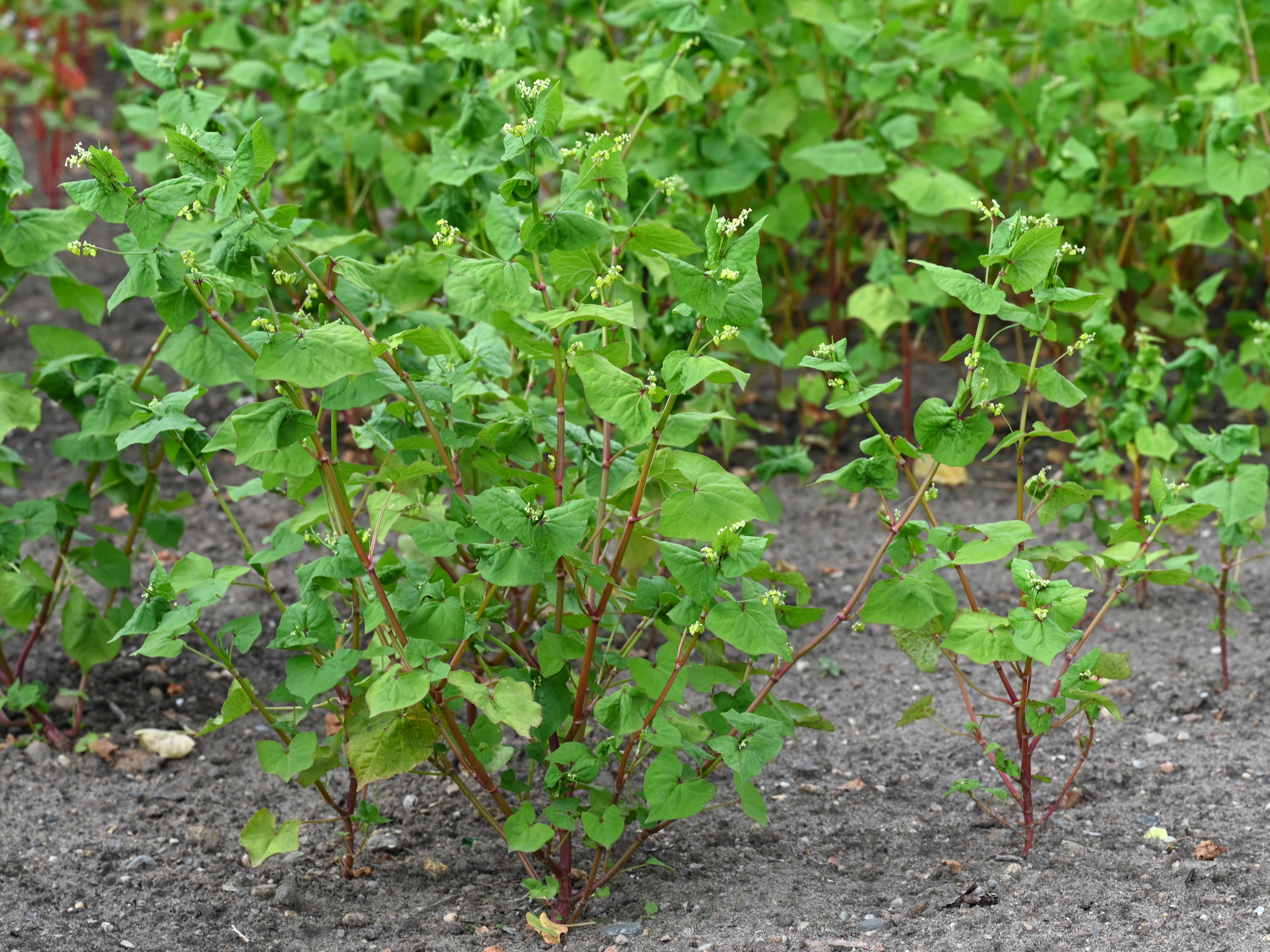
W uprawie

Obok gryki zwyczajnej stanowi przykład tzw. zboża rzekomego (pseudocerealia). W Europie gryka tatarka uprawiana jest niemal wyłącznie na zieloną paszę (rośnie bujniej i bez szkód mrozowych w odróżnieniu od gryki zwyczajnej), podczas gdy w Azji używana jest także do wyrobu mąki (do wyrobu kasz w zasadzie się nie nadaje). Uprawiana jest zwłaszcza w obszarach górskich, np. w Himalajach do wysokości niemal 4 tys. m n.p.m. Uprawiana w wielu górzystych regionach; w Chinach są to m.in. prowincje Gansu, Kuangsi, Kuejczou, Hebei, Heilongjiang, Hubei, Hunan, Jilin, Liaoning, Mongolia Wewnętrzna, Qinghai, Shaanxi, Shanxi, Syczuan, Sinciang, Tybet i Junnan. Do krajów, w których uprawia się tatarkę należą także: Bhutan, Kirgistan, Mjanma, Tadżykistan, Rosja (na Dalekim Wschodzie), bywa uprawiana także w Ameryce Północnej. 
Ponieważ jest dużo bardziej gorzka w smaku od gryki zwyczajnej, tam gdzie możliwe jest uprawa bardziej wartościowego gatunku – została przezeń wyparta jako roślina spożywcza. Za goryczkę odpowiedzialna jest m.in. wysoka zawartość rutyny, która w nasionach może sięgać od 1,2 do 1,6% w suchej masie, ponad stokrotnie więcej od gryki zwyczajnej (ok. 0,01%). Nawet niewielka domieszka owoców tatarki do gryki zwyczajnej znacząco zmniejsza wartość przerobową plonu. Jako chwast w uprawach gryki zwyczajnej jest tym bardziej kłopotliwa, że z powodu silniejszego wzrostu, przy cyklicznym używaniu do siewu nasion zbieranych z pola, w kolejnych latach jej udział w zasiewach sukcesywnie wzrasta.